# 루이지애나주의 기

루이지애나 주의 기

루이지애나의 기는 루이지애나주의 깃발이다. 파란 바탕에 루이지애나 주의 상징인 펠리컨과 주의 모토가 새겨져 있는 형태의 기이다. 피를 마시는 새끼 펠리컨들은 백합꽃의 양식이다.

## 과거의 기

프랑스령 루이지애나
스페인령 루이지애나
1861년 1월 비공식기
1861년 2월 아메리카 연합국
1861 - 1912년
1912 - 2006년
2006 - 2010년

## 같이 보기
- 미국의 주 문장 목록